# 赫特拉訥峰

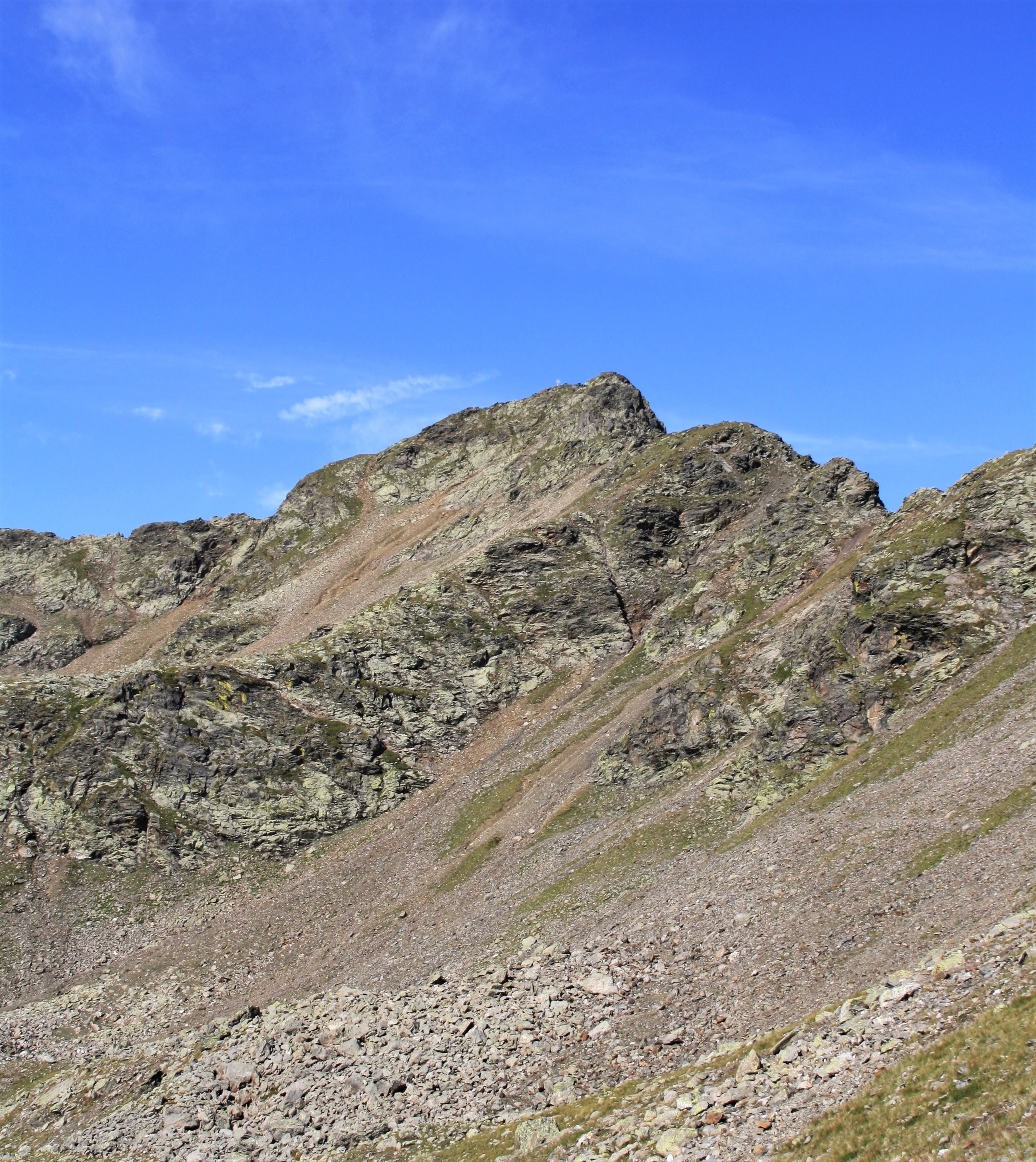

46°46′31″N 11°29′06″E / 46.775259°N 11.484934°E
赫特拉訥峰（德語：Hörtlanerspitze），是意大利的山峰，位於該國東北部，由博爾扎諾-南蒂羅爾自治省負責管轄，屬於萨恩塔尔山脉的一部分，距離塔格瓦尔德峰0.9公里，海拔高度2,660米。